# Justinianus II
Justinianus II, född 669, död 711, bysantinsk kejsare 685-695 och 705-711.